# Journal of Vibration and Acoustics
Journal of Vibration and Acoustics is een internationaal, aan collegiale toetsing onderworpen wetenschappelijk tijdschrift op het gebied van de
akoestiek,
werktuigbouwkunde en
mechanica.
De naam wordt in literatuurverwijzingen meestal afgekort tot J. Vib. Acoust.
Het wordt uitgegeven door de American Society of Mechanical Engineers en verschijnt tweemaandelijks.